# Кастелли, Джузеппе Мария
Джузеппе Мария Кастелли (итал. Giuseppe Maria Castelli; 4 октября 1705, Милан, Миланское герцогство — 9 апреля 1780, Рим, Папская область) — итальянский куриальный кардинал. Префект Священной Конгрегации Пропаганды Веры с 26 апреля 1763 по 9 апреля 1780. Камерленго Священной Коллегии Кардиналов с 27 января 1766 по 16 февраля 1767. Кардинал-священник с 24 сентября 1759, с титулом церкви Санти-Бонифачо-э-Алессио с 19 ноября 1759. 